# Голабгандж
Голабгандж (бенг. গোলাপগঞ্জ, англ. Golabganj) — город на северо-востоке Бангладеш, административный центр одноимённого подокруга. Площадь города равна 11,55 км². По данным переписи 2001 года, в городе проживало 14 835 человек, из которых мужчины составляли 52,44 %, женщины — соответственно 47,56 %. Плотность населения равнялась 1284 чел. на 1 км². Уровень грамотности населения составлял 40,6 % (при среднем по Бангладеш показателе 43,1 %). 